# Elzenwallekasteel
Het Elzenwallekasteel is een kasteel gelegen langs de Kemmelseweg in Voormezele, een deelgemeente van Ieper. Het huidige kasteel werd in 1921 gebouwd. De benaming is ontleend aan de vochtige omgeving die geschikt was voor het planten van elzenstruiken.
Het oorspronkelijke kasteel dateerde uit de 18e en 19e eeuw en was gelegen midden in een omwald park. In dit park zijn later enkele restanten van dit oudere kasteel geplaatst, zoals zuilen en beelden. Ten oosten van het kasteel lag De Plas, een gehucht waar onder andere personeelsleden van het kasteel woonden.
Het kasteel werd in de Eerste Wereldoorlog verwoest. In 1921 ontwierp architect-aannemer Ernest Blerot uit Brussel een nieuw kasteel dat een mengeling werd van art nouveau en art deco. Door huwelijk werd hij tevens eigenaar van het kasteel. Het kasteel is opgetrokken op de vooroorlogse funderingen van Atrechtse zandsteen. Het is een origineel bouwwerk qua vormgeving en bouwmaterialen, dus sterk verschillend van de traditionele kasteelbouw. De open koepel was bedoeld voor een windgenerator.
Het kasteel staat sinds 2009 op de Inventaris Onroerend Erfgoed.